# Czerwionka (Pyskowice)
Czerwionka – część miasta Pyskowice położona na południe od centrum miasta, w rejonie ulicy Czerwionka, przy granicy z Gliwicami.
Do 1959 roku Czerwionka była przysiółkiem Dzierżna. 31 grudnia 1959 Dzierżno włączono do Pyskowic, oprócz przysiółka Czerwionka, który włączono do miasta Łabędy 31 grudnia 1964 przysiółek Czerwionka wyłączono ze znoszonych Łabęd i włączono do Pyskowic.